# Ban Thak-Liangmuang
Ban Thak-Liangmuang – wieś położona w południowo-wschodnim Laosie, w prowincji Attapu, w dystrykcie Xaysetha.